# 김형민 (1909년)
김형민(金炯敏, 1907년 5월 12일 ~ 1998년 5월 2일, 전북 익산)은 일제강점기의 정치인, 교육자, 기업인이며 대한민국의 정치인, 관료, 기업인으로 초대 서울특별시장을 지냈다. 본관은 금녕(金寧)이고, 호는 눌정(訥丁)이다. 전북특별자치도 익산군 춘포면 봉개마을 출신.

## 경력
- 광주 숭인학교 교사
- 오하이오 웨슬리안 대학 교육학과 학사
- 미시간 대학교 - 앤아버 교육학과 석사
- 개성 송도고등보통학교 영어 교사
- 1943년 불온사상가로 지목되어 총독부 개성경찰서에 체포, 투옥
- 1944년 말 석방
- 1945년 8월 16일 3.1 석유상사 대표이사
- 1946년 5월 10일 경기도 경성부윤
- 1946년 9월 28일 경성부의 서울시 승격으로 초대 서울특별시장[1]
- 1948년 12월 15일 3.1 석유상사 대표이사
- 서울 중구 충무로 대한극장 대표이사
- 1990년 건국훈장 애국장 수상

### 사후
전북 익산시 왕궁면 오봉산 선영에 매장되었다가 국립 대전현충원 애국지사묘역 42호로 이장되었다.

## 참고
1. ↑  1946년 9월 28일 서울시청으로 출범해 1949년 8월 15일 서울특별시청으로 승격되었다.

| 전임 이범승 | 제4대 경기도 경성부윤 1946년 5월 10일 ~ 1946년 9월 27일 | 후임 김형민 (서울시 독립, 서울특별시장) |

| 전임 김형민 (경기도 경성부윤) | 초대 서울특별자유시장 1946년 9월 28일 ~ 1948년 12월 14일 | 후임 윤보선 |